# Eckendorf (Nabburg)
Eckendorf ist ein Ortsteil der Stadt  Nabburg im Oberpfälzer Landkreis Schwandorf (Bayern).

## Geografie
Eckendorf liegt ungefähr 500 Meter südlich der Staatsstraße 2156 und 500 Meter nördlich der Staatsstraße 2040, etwa vier Kilometer östlich der Bundesautobahn 93 und ungefähr fünf Kilometer östlich von Nabburg.

## Geschichte
Von Anfang bis in das 20. Jahrhundert war die Geschichte Eckendorfs eng verbunden mit der Geschichte Höflarns.
Zu Beginn des 16. Jahrhunderts wird Eckendorf erstmals erwähnt als freieigener Besitz Conrads von Knöringen.
Von Knöringen erwarb Eckendorf auf der Gant (= Zwangsversteigerung).
Es wurde in den Steuerbeschreibungen 1630 als Landgütl mit zwei Höfen und zwei Gütern in Eckendorf, sowie dazugehörig die Kumpfmühle und ein Gut in Mitteraich, beschrieben.
Eckendorf hatte 1630 sechs hausgesessene Untertanen, einen Hirten und einen Viehbestand von 16 Ochsen, 15 Kühen, 11 Rindern, 7 Kälbern, 7 Schweinen und 13 Frischlingen.
Es war eine unabhängige Landsasserei mit seit 1579 bestehender eigener Niedergerichtsbarkeit.
1676 kaufte der Pächter Hans Leonhard Zeller Eckendorf. Nach dessen Tod waren Wilhelm und Hans Georg Haller von Hallerstein bis 1725 Besitzer von Eckendorf.
Ihnen folgte Johann Andrä Kammerpauer, der gleichzeitig auch Besitzer von Höflarn war.
1813 war Freifrau Gertrud Clementine von Morgen im Besitz von Eckendorf. Diese führte zähe aber erfolglose Kämpfe um den Erhalt des Ortsgerichtes.
Nach ihrem Tod 1828 verzichtete ihre Universalerbin, die Witwe Eichwedl aus Jena, auf die Gerichtsbarkeit und die Untertanen von Eckendorf gelangten an den Staat.
Ende des 18. Jahrhunderts hatte Eckendorf 8 Anwesen, ein herrschaftliches Schlössl, ein Hirtenhaus und 8 hausgesessene gutsherrschaftliche Untertanen.
1811 wurde Eckendorf als zum Steuerdistrikt Girnitz und zur Obmannschaft Diendorf gehörig aufgeführt.
1828 gehörte Eckendorf mit 8 Wohngebäuden, 11 Familien und 59 Einwohnern zur Landgemeinde Diendorf, zur Filialkirche in Perschen und zur katholischen Schule in Perschen. Alle Einwohner waren katholisch.
Zum Stichtag 23. März 1913 (Osterfest) gehörte Eckendorf zur Filialkirche Perschen und damit zur Pfarrei Nabburg. Es hatte 9 Häuser und 68 Einwohner.
1964 hatte Eckendorf 9 Wohngebäude und 49 Einwohner und gehörte zur Landgemeinde Diendorf und zum Landkreis Nabburg.
Zum 1. Juli 1972 wurde der Landkreis Nabburg aufgelöst und Eckendorf gelangte als Teil der Gemeinde Diendorf in den neu gebildeten Landkreis Schwandorf.
Am 1. Januar 1975 wurde Eckendorf als Teil der Gemeinde Diendorf in die Stadt Nabburg eingegliedert.
Am 31. Dezember 1990 hatte Eckendorf 54 Einwohner und gehörte zur Pfarrei Nabburg.